# Mauricio Fiol
Mauricio Fiol Villanueva (Lima, 26 de marzo de 1994) es un nadador peruano. Poseyó los récords nacionales en 100 metros estilo mariposa con la marca de 0:53.03 y el de 200 metros con 1:55.15, conseguidos en los Juegos Panamericanos de 2015, pero no fueron validados por el Comité Olímpico debido a que dio positivo en la prueba y contraprueba de dopaje, siendo suspendido por 4 años y en 2020 fue sancionado nuevamente por 8 años.
La sanción está vigente hasta el 3 de agosto de 2027.

## Trayectoria
En los Juegos Olímpicos de Londres 2012, compitió en 200 metros mariposa, terminando en el puesto 25.° general en las eliminatorias, no logrando clasificarse para las semifinales. En 2012 obtuvo un tercer lugar en los 1500 metros libres en la Copa Mundial de Natación en Moscú, Rusia.
Fiol obtuvo una medalla de plata en la modalidad 200 m mariposa durante los Juegos Panamericanos de 2015 realizados en Toronto, Canadá. Sin embargo, perdió la medalla de plata por salir positivo en el antidopaje y se quedó fuera de la competencia por los 100 metros en estilo mariposa. Declaro "Que no importa que diga la comisión de disciplina yo siempre estaré positivo" Así mismo el Comité Olímpico Peruano confirmó que el deportista dio positivo en la sustancia Stanozolol.
Mauricio estuvo a punto de competir por su país en los Juegos Panamericanos de Lima 2019 sin embargo volvió a dar positivo en dos pruebas antidopaje. El nadador informó que mediante un comunicado de la Federación Internacional de Natación, se enteró de los resultados de los últimos 4 meses:
- 23 de abril: negativo
- 22 de mayo: negativo
- 30 de junio: positivo en Estanozolol
- 7 de julio: positivo en Estanozolol